# شیتایا

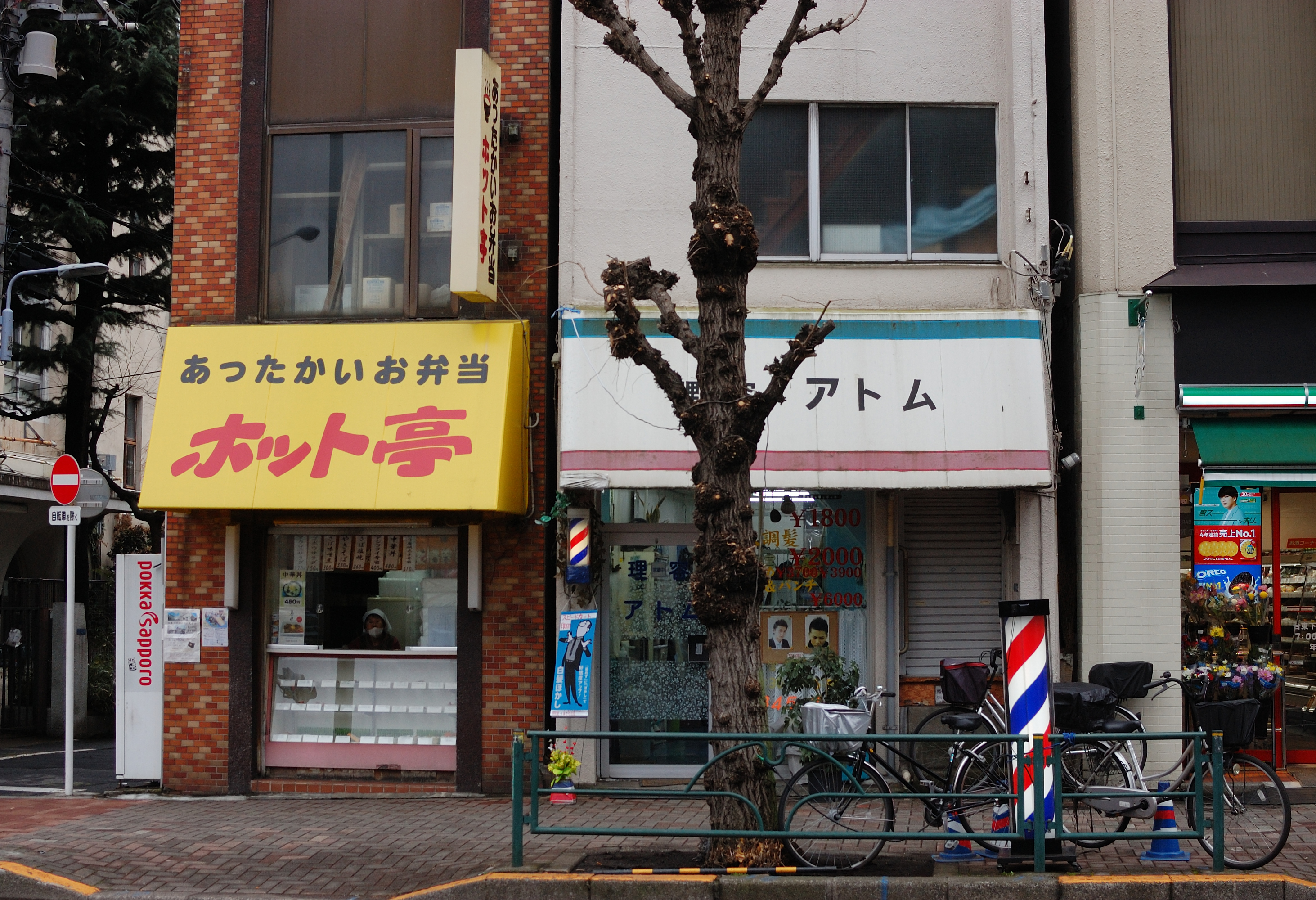
نمایی از محلهٔ شیتایا در تایتو-کو، توکیو - ۲۰۲۲

شیتایا (به ژاپنی: 下谷 Shitaya)، نام محله ای در تایتو-کو، توکیو، و بخش سابق (شیتایا-کو، بخش شیتایا) در شهر منقرض شده توکیو سیتی است. شامل ۱۵ محله در نیمه غربی بخش مدرن تایتو، از جمله اوئنو، یاناکا و آکیهابارا است.